# Koelnmesse

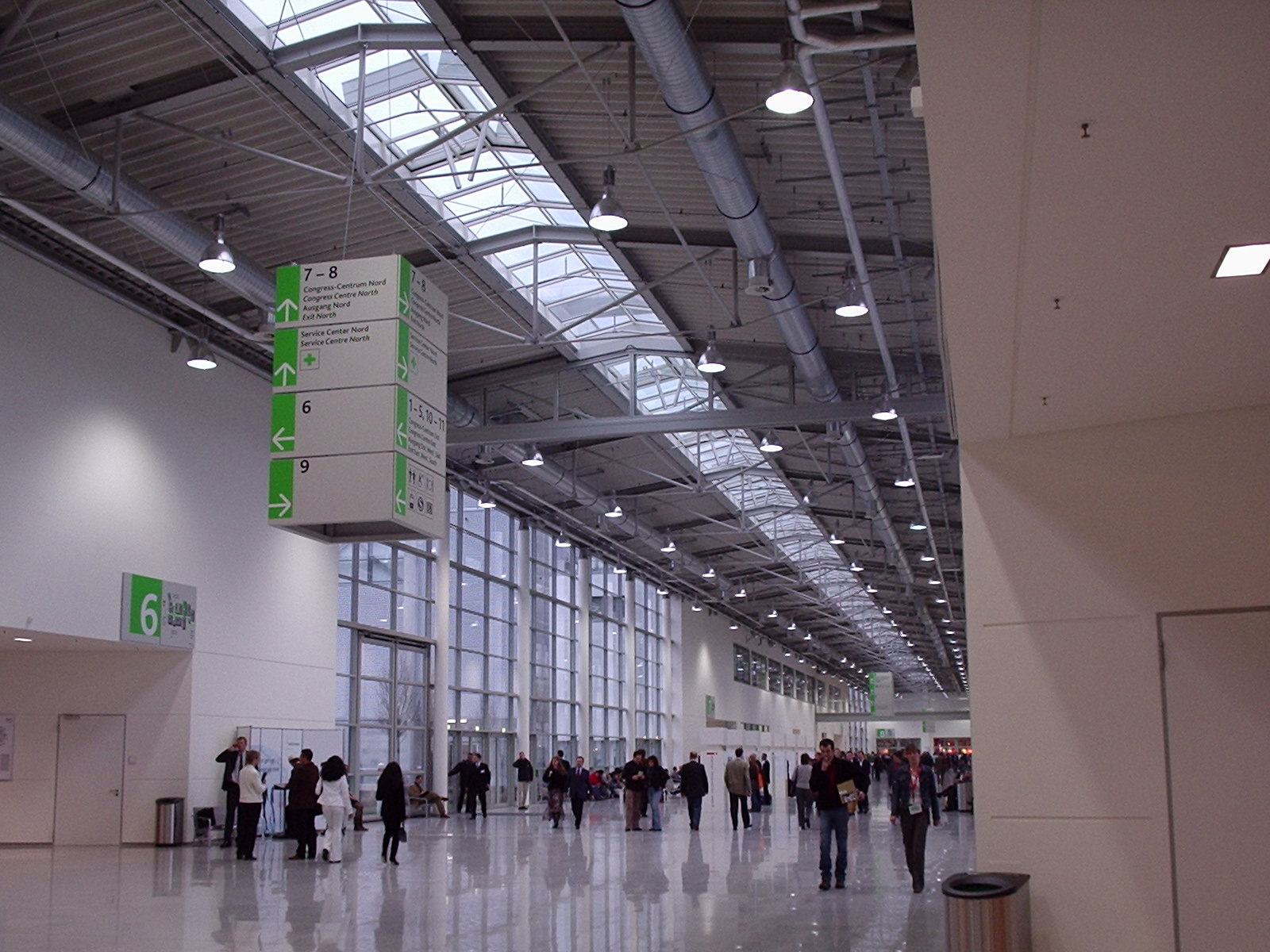

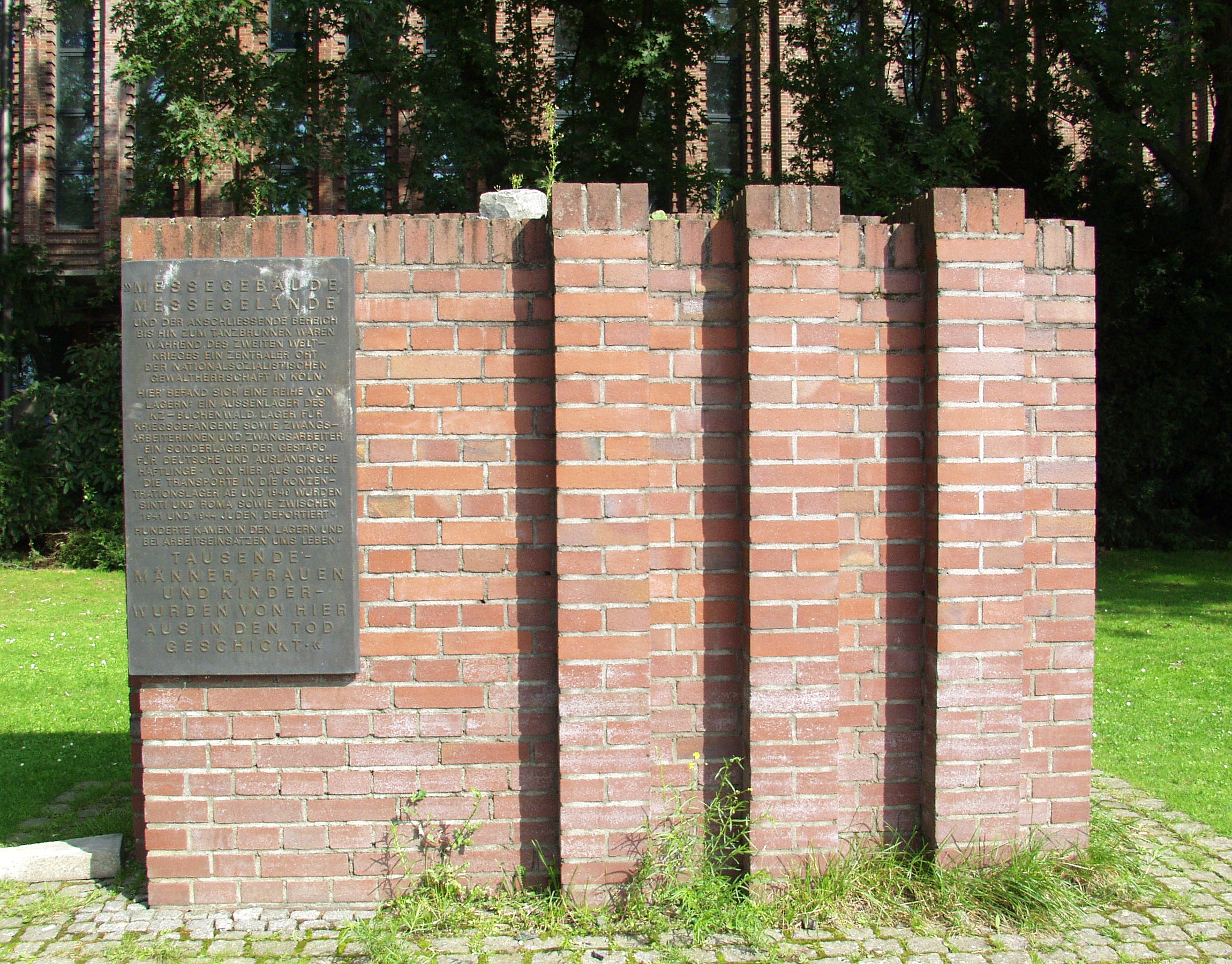
Plakett på mässområdet som uppmärksammar mässans roll i förintelsen

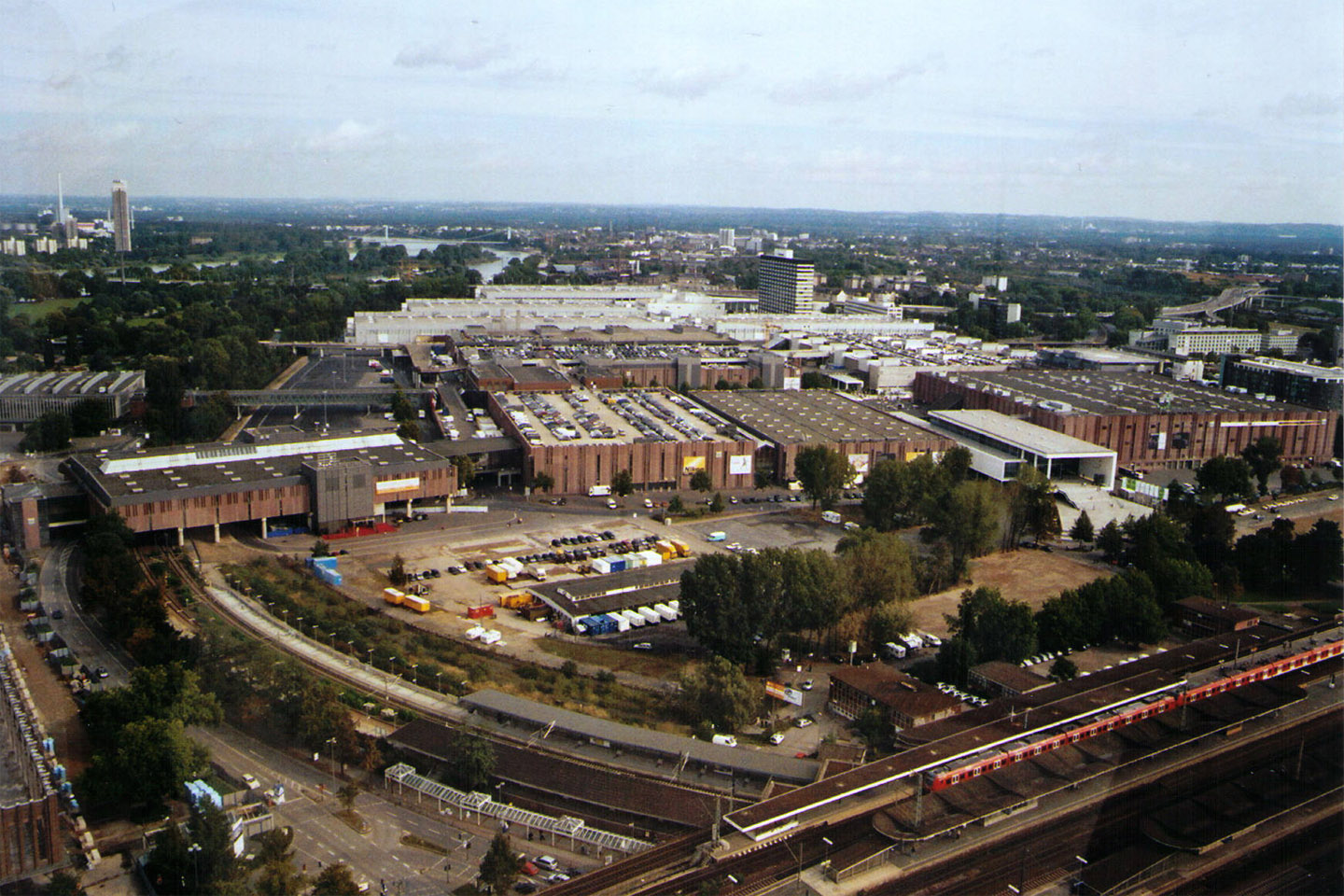

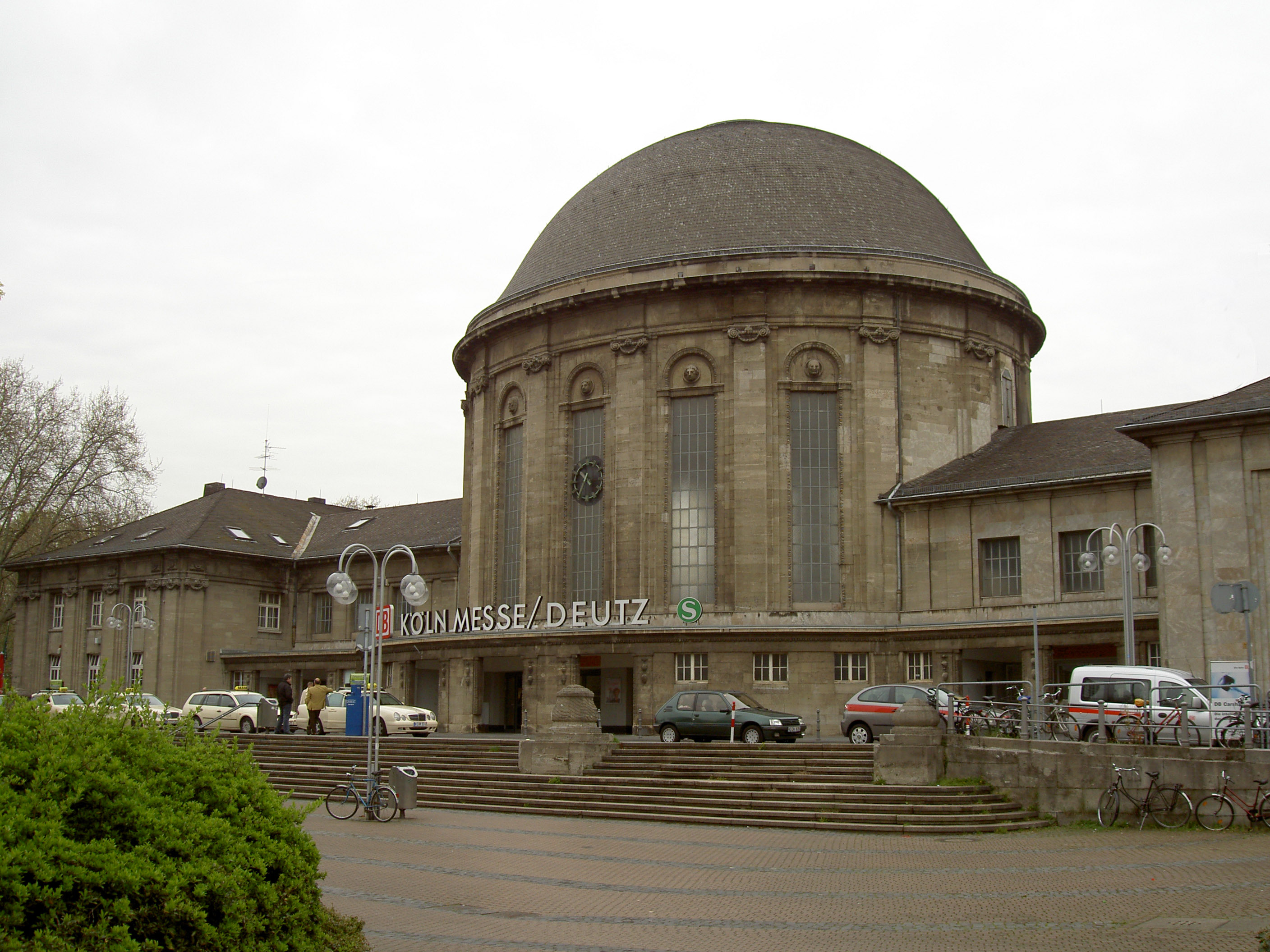
Stationen Köln Messe/Deutz

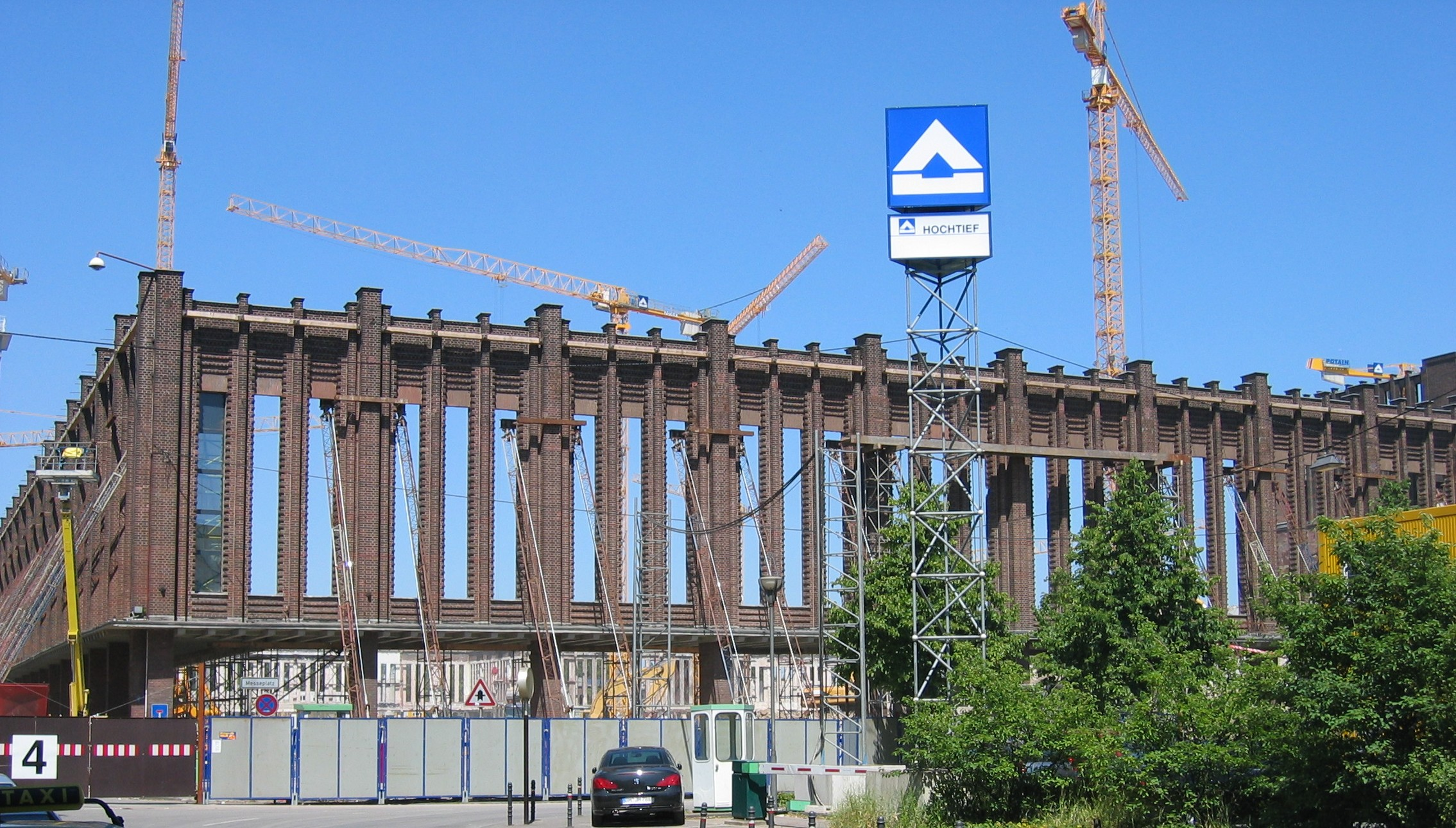
Den f.d. huvudbyggnaden - framtida huvudsäte för RTL

Koelnmesse, eller Köln Messe, är Tysklands ytmässigt tredje största mässområde med en yta på 284 000 m². Mässområdet ligger i Köln, i stadsdelen Deutz och är förbundet med järnvägsnätet genom stationen Bahnhof Köln Messe/Deutz. 

## Historia
Mässområdet grundades 1922 av Kölns dåvarande borgmästare Konrad Adenauer.
1941 började mässan användas som uppsamlingsläger och från den närliggande, underjordiska järnvägsstationen sändes judar, romer och andra vidare till ghetton och koncentrationsläger. 1944, i samband med att han misstänktes för attentatet mot Hitler, blev Adenauer själv inspärrad på mässan. Idag är Koelnmesse årligen värd för ett cirka 80-tal mässor varav ett 25-tal är världsledande. Koelnmesse har årligen mer än 50 000 utställare och cirka 3 miljoner besökare.

## Viktiga mässor
- Anuga
- Art Cologne
- imm cologne
- photokina